# Xavier Cabré
Xavier Cabré Vilagut (* 18. Juli 1966 in Barcelona) ist ein spanischer Mathematiker und Hochschullehrer an der Universitat Politècnica de Catalunya (UPC) in Barcelona. Er befasst sich mit partiellen Differentialgleichungen.
Cabré studierte an der Universität Barcelona mit dem Bachelor-Abschluss 1989 und ab 1990 am Courant Institute der New York University, an dem er 1994 bei Louis Nirenberg promoviert wurde (Estimates for Solutions of Elliptic and Parabolic Equations). Anschließend war er bis 1995 am Institute for Advanced Study und danach am heutigen Labor Jacques-Louis Lions der Universität Paris VI (Pierre et Marie Curie), an der er sich 1998 habilitierte (eine weitere Habilitation erfolgte 2007 in Spanien). 1998 wurde er Professor Titular der UPC. 2001 bis 2002 war er Harrington Faculty Fellow an der University of Texas at Austin, an der er 2002 Associate Professor mit Tenure wurde. 2003 wurde er ICREA Forschungsprofessor und 2008 Professor für Angewandte Mathematik an der UPC.
Er war Gastprofessor an der Universität Paris-Dauphine, der Universität Cergy-Pontoise, am EHESS in Paris, in Toulouse, Rouen und der University of Chicago.
Cabré befasst sich mit partiellen Differentialgleichungen, speziell solchen elliptischen und parabolischen Typs. Dabei bedient er sich geometrischer Hilfsmittel wie isoperimetrischer Ungleichungen. Er untersuchte Reaktions-Diffusionsgleichung, speziell fraktionale Diffusion, die mit Sprüngen oder Lévy-Prozessen verbunden sind. Sie sind Beispiele für das aktive Forschungsgebiet anomaler Diffusion.
1995 erhielt er den Kurt Friedrichs Preis der New York University. 2013 wurde er Fellow der American Mathematical Society. 2020/21 wurde er zum Plenarsprecher auf dem 8. ECM ausgewählt.
2014 bis 2017 war er Herausgeber des Journal of the European Mathematical Society.
Zu seinen Doktoranden zählt Joaquim Serra.

## Schriften (Auswahl)
- mit Luis Caffarelli: Fully nonlinear elliptic equations, AMS Colloquium Publ., 1995
- mit Haïm Brezis: Some simple nonlinear PDE's without solutions, Bollettino della Unione Matematica Italiana 1-B, 1998, S. 223–262
- mit Luigi Ambrosio:  Entire solutions of semilinear elliptic equations in {\displaystyle \mathbb {R} ^{3}} and a conjecture of De Giorgi, Journal of the AMS, Band 13, 2000, S. 725–739
- mit G. Alberti, L. Ambrosio: On a long-standing conjecture of E. De Giorgi: symmetry in 3D for general nonlinearities and a local minimality property, Acta Applicandae Mathematica, Band 65, 2001, S. 9–33
- mit E. Fontich. R. de la Llave: The parameterization method for invariant manifolds I: manifolds associated to non-resonant subspaces, Indiana University Math. J., Band 52, 2003, S. 283–328, Teil 2, Indiana University Math. J., Band 52, 2003, S. 329–360,  Teil 3, Journal of Differential Equations, Band 218, 2005, S. 444–515
- mit J. Solà-Morales: Layer solutions in a half-space for boundary reactions, Communications on Pure and Applied Mathematics, Band 58, 2005, S. 1678–1732
- mit J. Tan: Positive solutions of nonlinear problems involving the square root of the Laplacian, Advances in Mathematics, Band 224, 2010, S. 2052–2093
- mi Y. Sire: Nonlinear equations for fractional Laplacians, I: Regularity, maximum principles, and Hamiltonian estimates, Annales de l'Institut Henri Poincaré (Analyse non linéaire), Band 31, 2014, S. 23–53, Teil 2, Transactions of the AMS, Band 367, 2015, S. 911–941